# Veryan
Veryan – wieś w Anglii, w Kornwalii. Leży 45 km na wschód od miasta Penzance i 367 km na południowy zachód od Londynu.